# Zamek w Lachowcach (Biłohirja)
Zamek w Lachowcach – pierwszy drewniany zamek na wyspie zbudował Dobrogost Jabłonowski.

## Historia
Za panowania króla Polski Jana III Sobieskiego Dobrogost Jabłonowski usypał na Horyniu długą groblę i wyspę, na której zbudował drewniany zamek, który był wiele razy atakowany przez Kozaków i Tatarów. Józef Aleksander Jabłonowski, wojewoda nowogródzki, około 1745 r. wybudował murowany zamek. Po jego zgonie dobra otrzymała żona, Franciszka Jabłonowska z d. Woroniecka i ich syn August Jabłonowski. 14 marca 1787 warownię odwiedził król Polski Stanisław August Poniatowski. W momencie wyprowadzenia się spadkobierców fragment cennego księgozbioru znalazł się w Paryżu, w Bibliotece Zamoyskich a fragment w Liceum Krzemienieckim. 
Następnymi posiadaczami zamku byli Sapiehowie, z których ks. Józef Sapieha dostał Lachowce. Jego żoną była Teofila, córka Józefa Aleksandra Jabłonowskiego. Zamek został skonfiskowany Leonowi Sapieże przez władze carskie w ramach represji za udział w powstaniu listopadowym.

## Architektura
Zamek otoczony murem z 1745 r. miał kształt pięciokąta z 4. dwupoziomowymi wieżami na rogach. Do zamku można było wjechać przez długą groblę, na końcu której był most zwodzony. Do warowni prowadziły żelazne wrota dość dużej bramy. Pomieszczenia warowni ociekały bogactwem i splendorem. Wśród pomieszczeń była ogromna sala tronowa, w której naraz znajdować się mogło 400 osób. Na środku sali stał tron właściciela przykryty baldachimem. W warowni była spora biblioteka oraz kolekcje medali, obrazów, odznaczeń i portretów. W połowie XIX wieku w prawym skrzydle została urządzona gorzelnia, wołownia i browar a część przeznaczona była na mieszkania dla pracowników. Współcześnie po zamku nie ma śladu.